# Брауде, Борух Вульфович
Борис (Борух) Вульфович Брауде (8 [21] августа 1910, Двинск, Витебская губерния — 15 февраля 1999, Санкт-Петербург) — советский учёный в области антенной техники, радиовещания и телевидения.

## Биография
Родился 8 (21) августа 1910 года в Двинске (ныне Даугавпилс, Латвия) в мещанской семье Вульфа Михелевича и Нехамы Лейбовны Брауде.
В 1930—1935 годах работал в «Электросвязьстрое», в 1935—1946 годах — в НИИ-33 (Ленинград).
В 1939 году окончил заочное отделение Ленинградского индустриального института имени М. И. Калинина.
В годы Великой Отечественной войны возглавлял группу на строительстве антенны сверхмощной радиовещательной станции на 1200 кВт.
В 1944—1955 годах инженер, старший инженер, начальник лаборатории, заместитель начальника ЦКБ по научной работе на предприятии п/я 822. В 1955—1997 годах работал в НИИ мощного радиостроения (Ленинград): начальник теоретического бюро, начальник лаборатории, с 1976 года — старший научный сотрудник.
Участвовал в создании передающей антенной системы для Московского телецентра. Автор многих изобретений.
Одновременно с работой в НИИ в 1946—1972 годах преподавал в ЛПИ на физико-математическом факультете и факультете радиоэлектроники.
Доктор технических наук (1957), профессор (1963).
Умер 15 февраля 1999 года. Похоронен в Санкт-Петербурге на Смоленском православном кладбище.
Брат, Гирш Вульфович Брауде — инженер.

## Награды
- Сталинская премия первой степени (1946) — за создание мощной радиостанции;
- Сталинская премия первой степени (1950) — за создание новой высококачественной телевизионной передающей системы высокой чёткости;
- орден Ленина;
- орден Трудового Красного Знамени;
- орден Красной Звезды;
- орден Дружбы народов;
- медали.